# Рабочий Юрій Петрович
Юрій Петрович Рабочий (нар. 1 березня 1949, Ворошиловськ, Луганська область, УРСР) — радянський футболіст та український тренер, виступав на позиції захисника. Майстер спорту СРСР. Провів понад двісті матчів за ворошиловградську «Зорю».

## Кар'єра гравця
Батько — народився Старобільському районі й працював кранівником на Комунарському металургійному заводі, а його мати — донська козачка, працювала на тому ж заводі в їдальні. Юрій був старшим з двох братів.
Брав участь у міжшкільних спортивних змаганнях. Займався в спортивній секції під керівництвом Володимира Чумака. Виступав в юнацьких змаганнях чемпіонату Луганська й області. У складі команди грав з Володимиром Малигіним. Його гра сподобалася Юрію Кремньову та Євгену Пестову й він перейшов в коммунарский «Комунарець», який виступав у другій лізі СРСР. Коли його призвали в армію, проходив курс молодого бійця в місті Остер Чернігівської області. Надалі служив розвідником мотострілецького полку в навчальному центрі «Десна». Грав за команду дивізії в чемпіонаті збройних сил. Після демобілізації Робочий збирався писати заяву на зарахування в команду міста Рівне, проте після зустрічі з Євгеном Пестовим вирішив повернутися в Комунарськ.
На початку 1970-х Юрій перейшов у сєверодонецький «Хімік», в який вмовили його перейти Вадим Добіжа й Леонід Расторгуєв. «Хімік» також грав у Другій лізі. У 1973 році команда припинила виступи в турнірі і Робочий покинув Сєвєродонецьк. Кар'єру він продовжив в івано-франківському «Спартаку» з Першої ліги, куди його запросив В'ячеслав Першин. Начальник команди Олександр Кольцов пообіцяв надати йому квартиру, проте в підсумку він жив у гуртожитку. Робочий став гравцем основи, зігравши у всіх матчах другої ліги 1974 року, діючи в захисті в парі з Петром Кобичиком.
У 1975 році став гравцем ворошиловградської «Зорі» з Вищої ліги СРСР. Причиною переходу в «Зорю» стало виділення йому двокімнатної квартири в центрі Ворошиловграда через Облрадпроф. На перших зборах в Абхазії Рабочого пробували на різних позиціях у захисті. Після приходу на тренерський місток Йожефа Сабо в 1977 році, Юрій став грати як нападник. В цьому році команда дійшла до півфіналу Кубка СРСР, де поступилася московському «Торпедо» (0:1). У 1979 році команда зайняла передостаннє місце в чемпіонаті СРСР й вилетіла в Першу лігу. В цьому ж році Рабочий почав виступати як капітан. У 1983 році провів останній сезон як професійний футболіст через травми, завершивши таким чином кар'єру в 35 років.
Один з найкращих центральних захисників в історії луганської «Зорі». У складі команди провів більше двохсот матчів. У 2010 році сайт Football.ua включив його до списку 50 найкращих гравців «Зорі», поставивши його на 26 місце.

## Кар'єра тренера
По закінченню кар'єри гравця став працювати дитячим тренером у школі луганської «Зорі». Серед його вихованців Роман Разумов, Микита Каменюка, Віктор Онопко, Олександр Бацманов, Роман Коршиков та Руслан Даудов. Працював з групою футболістів 1993 року народження. У цій групі він працював з футболістами Дмитром Тертишним й Ренатом Мірошниковим.

## Стиль гри
Рабочий виступав на позиції захисника й нападника. Юрій є лівшею. Відзначали його хорошу гру в пас.

## Особисте життя
У 1974 році він одружився. З майбутньою нареченою його познайомила подруга футболіста В. Новікова. Виховує сина.

## Статистика
| Сезон    | Клуб                         | Ліга           | Чемпіонат | Чемпіонат | Кубок | Кубок |
| Сезон    | Клуб                         | Ліга           | Матчі     | Голи      | Матчі | Голи  |
| -------- | ---------------------------- | -------------- | --------- | --------- | ----- | ----- |
| 1966     | «Комунарець»                 | Друга ліга     | 1         | 0         |       |       |
| 1968     | «Комунарець»                 | Друга ліга     | 30        | 3         |       |       |
| 1969     | «Комунарець»                 | Друга ліга     | ?         | 5         |       |       |
| 1972     | «Хімік» (Сєвєродонецьк)      | Друга ліга     | ?         | 5         |       |       |
| 1973     | «Хімік» (Сєвєродонецьк)      | Друга ліга     | ?         | 8         |       |       |
| 1974     | «Спартак» (Івано-Франківськ) | Перша ліга     | 38        | 0         | 4     | 0     |
| 1975     | «Зоря» (Ворошиловград)       | Чемпіонат СРСР | 7         | 0         |       |       |
| 1976 (В) | «Зоря» (Ворошиловград)       | Чемпіонат СРСР | 10        | 0         | 1     | 0     |
| 1976 (О) | «Зоря» (Ворошиловград)       | Чемпіонат СРСР | 13        | 0         |       |       |
| 1977     | «Зоря» (Ворошиловград)       | Чемпіонат СРСР | 26        | 4         | 4     | 1     |
| 1978     | «Зоря» (Ворошиловград)       | Чемпіонат СРСР | 25        | 1         | 3     | 1     |
| 1979     | «Зоря» (Ворошиловград)       | Чемпіонат СРСР | 30        | 1         | 5     | 0     |
| 1980     | «Зоря» (Ворошиловград)       | Перша ліга     | 37        | 3         | 5     | 1     |
| 1981     | «Зоря» (Ворошиловград)       | Перша ліга     | 43        | 2         | 4     | 0     |
| 1982     | «Зоря» (Ворошиловград)       | Перша ліга     | 17        | 0         | 3     | 0     |
| 1983     | «Зоря» (Ворошиловград)       | Перша ліга     | 39        | 1         |       |       |

Джерела:
- Статистика — Профіль футболіста на сайті FootballFacts.ru (рос.)